# Japanese Boy (album)
Japanese Boy è il primo e unico album della cantante disco scozzese Aneka, pubblicato dall'etichetta discografica Hansa nel 1981.
L'album è omonimo della canzone che ha lanciato l'artista, pubblicata nello stesso anno come singolo riscuotendo notevole successo in tutta Europa. Gli altri singoli estratti sono stati Little Lady, Ooh Shooby Doo Doo Lang e I Was Free.

## Tracce
LP (Hansa 204 344 [de])
1. Ooh Shooby Doo Doo Lang – 4:03 (Bobbie Heatlie)
2. Tuwhit Towhoo – 4:30 (Foss Paterson)
3. Japanese Boy – 4:03 (Bobbie Heatlie)
4. Put Out the Light – 3:48 (Bobbie Heatlie)
5. Come Back to Me – 4:16 (Bobbie Heatlie)
6. Ahriman – 3:53 (Foss Paterson)
7. I'll Be All Right – 3:57 (Bobbie Heatlie)
8. Be My Only Karma – 4:59 (Foss Paterson)
9. I Was Free – 4:13 (Bobbie Heatlie)
10. Little Lady – 4:16 (Bobbie Heatlie)

Durata totale: 41:58

## Classifiche
| Classifica (1981) | Posizione raggiunta |
| ----------------- | ------------------- |
| Svezia            | 1                   |